# Otto Zincke genannt Sommer
Otto Carl Hans Zincke genannt Sommer (* 1. November 1886 in Berlin; gestorben 1944) war ein deutscher Marineoffizier, Dirigent und Geschäftsführer für Chorwesen und Volksmusik in der Reichsmusikkammer.

## Leben

### Herkunft und Familie
Zincke gen. Sommer war Sohn des Physikers und Komponisten Hans Friedrich August Zincken genannt Sommer und dessen Ehefrau Antonie Thurow (1854–1904), der Tochter des Schweriner Hofopern- und Bayreuth-Sängers Carl Hill (1831–1893). Sein Großvater war der Kammersekretär der braunschweigischen Berg- und Hüttenverwaltung Otto Gustav Zincke genannt Sommer (1809–1840).

### Karriere
Zincke gen. Sommer trat am 1. April 1905 in die Kaiserliche Marine ein. Am 7. April 1906 erfolgte seine Ernennung zum Fähnrich zur See auf der Pommern. Am 28. September 1908 erhielt er seine Beförderung zum Leutnant zur See unter gleichzeitiger Verwendung auf der Deutschland in der Hochseeflotte. Seine Beförderung zum Oberleutnant zur See erfolgte am 27. Januar 1911 unter gleichzeitiger Verwendung auf dem Torpedoboot S 131 und als Kompanieoffizier in der VI. Reserve-Halbflotte (S 128). 1914 war er als Adjutant in der 3. Abteilung der I. Torpedodivision eingesetzt.
Nach Ausbruch des Ersten Weltkriegs war er bis Februar 1915 als Wachoffizier auf der Nymphe kommandiert. Nachfolgend übernahm er bis April 1915 als Kommandant das schwere Torpedoboot T 91. Am 16. November 1915 erfolgte seine Beförderung zum Kapitänleutnant. Bis dahin wurde ihm das Eiserne Kreuz II. Klasse und das braunschweigische Kriegsverdienstkreuz verliehen. Danach wurde er als Teil der deutschen Militärmission im Osmanischem Reich bis Dezember 1917 als Kommandant des türkischen Torpedoboots Rumune-i-Hamie eingesetzt. Bis Januar 1918 erfolgte eine Verwendung als Leiter der Transportabteilung in der Türkei. Bis Ende des Krieges war er noch als Kommandant von T 94 unter gleichzeitiger Verleihung des Eisernen Kreuzes I. Klasse eingesetzt. Am 20. August 1919 schied er aus der Reichsmarine aus.
Nach dem Krieg wirkte er ab 1921 als Kapellmeister am Landestheater Oldenburg. 1924 wurde er Dirigent der Liedertafel und des Musikvereins in Braunschweig. In der Zeit des Nationalsozialismus wirkte Zincke gen. Sommer als Geschäftsführer für Chorwesen und Volksmusik in der Reichsmusikkammer. Am Anfang des Zweiten Weltkrieges folgte seine Reaktivierung für die Kriegsmarine bei der Wehr-Ersatz-Inspektion in Berlin. Ende des Krieges war er noch im Range eines Korvettenkapitäns als Leiter der Aufbau-Kompanie bei der Marine-Orchesterschule in Bad Homburg von der Höhe eingesetzt.